# Siempre (álbum de Magneto)
Siempre es el nombre de un álbum recopilatorio del grupo mexicano de pop Magneto. Es el último álbum grabado por el grupo en los 90's ya que se separaron en mayo de 1996. Fue publicado por Sony Music México el 16 de enero de 1996. De este álbum se desprenden los temas inéditos “Corazón perfecto”, “No sé decir adiós”, "Obsesion" y “A corazón abierto”.

## Listado de canciones
1. Corazón perfecto (Inédito)
2. No sé decir adiós (Inédito)
3. A corazón abierto (Inédito)
4. Obsesión (Inédito)
5. Dame amor
6. Tu libertad
7. Cambiando el destino
8. Para siempre
9. La puerta del colegio
10. Mi amada
11. Cuarenta grados
12. Malherido
13. Sugar, Sugar
14. Con la ayuda de la amistad
15. Balada mix: Para siempre/La puerta del colegio/Mi amada/Malherido

- Datos: Q7511026